# Christian Leopold Casimir Aethiop

Christian Leopold Casimir Aethiop, um 1670

Christian Leopold Casimir Aethiop (* 1659 oder 1661) war ein Modell für bildenden Künstler.

## Leben

Eintrag von Christian Leopold Casimir Aethiop in den Matrikeln der Hohen Landesschule, Hanau, 1674

Graf Friedrich Casimir von Hanau schloss 1669 mit der Niederländischen Westindien-Kompanie einen Vertrag über den Erwerb einer Kolonie in Guyana, Südamerika. 
Anlässlich dieses Vertragsschlusses schenkte ihm die Niederländische Westindien-Kompanie unter anderem einen „schönen Angolischen Mohren“, einen damals etwa achtjährigen Afrikaner. Auch der Generalgouverneur der Besitzungen der Niederländische Westindien-Kompanie in Brasilien, Johann Moritz von Nassau-Siegen, hatte bei seiner Rückkehr von dort 1644 einen „Mohrenknaben“ als Diener mitgebracht.
Mit 15 Jahren wurde Christian Aethiop 1674 im Pädagogium („Unterstufe“) der Hohen Landesschule in Hanau immatrikuliert.

## Namen
Die Vornamen von Christian Leopold Casimir Aethiop bezogen sich auf
- Landgraf Georg Christian von Hessen-Homburg, einen intimen Freund des Grafen Friedrich Casimir,
- Kaiser Leopold I. und
- Graf Friedrich Casimir selbst.

Der Nachname bezieht sich auf die Herkunft, wobei „Aethiop“ einfach für „Afrika“ steht.

## Christian Aethiop in der Kunst

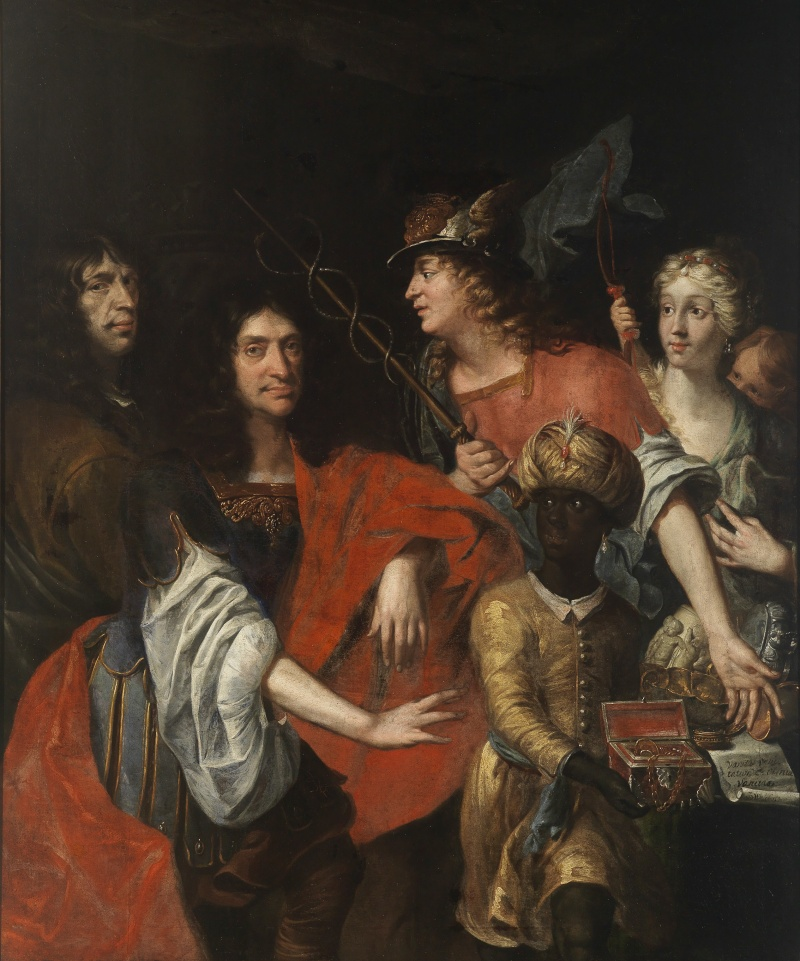
Johann David Welcker: Allegorie auf den Erwerb von Hanauisch-Indien durch den Grafen Friedrich Kasimir von Hanau (1676 [?]) – im Vordergrund rechts: Christian Aethiop

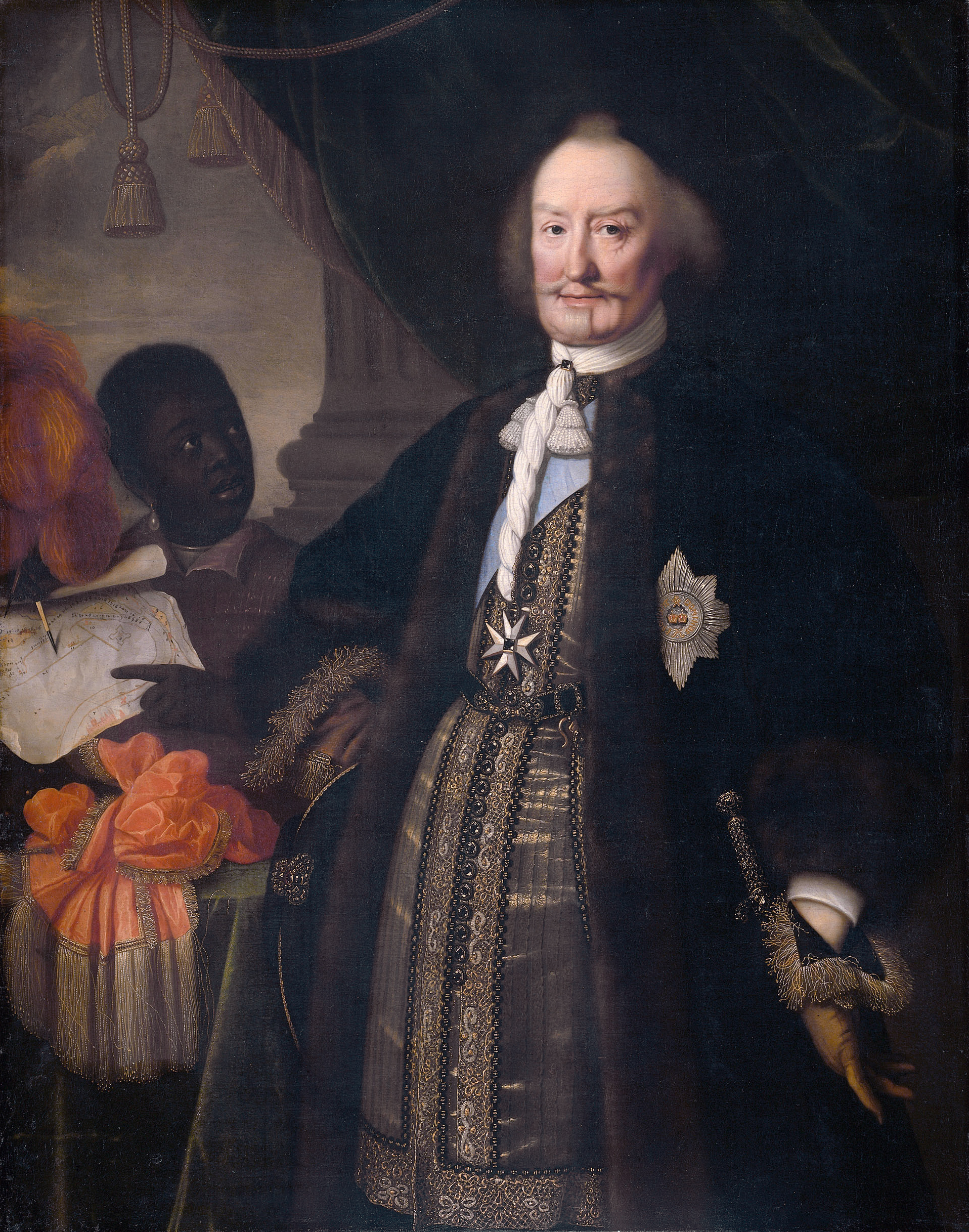
Johann Moritz von Nassau-Siegen mit einem „Mohrenknaben“, von Pieter Nason (1675)

In dem Ölgemälde von Johann David Welcker Allegorie auf den Erwerb von Hanauisch-Indien ist ein „Mohrenknabe“ prominent im Vordergrund platziert und präsentiert Graf Friedrich Casimier eine Schatulle mit Juwelen, die die Reichtümer von Hanauisch Indien repräsentieren. Die Kunstgeschichte geht aufgrund der Vorgeschichte davon aus, dass hier Christian Aethiop dargestellt ist.
Es gibt eine Reihe von Porträts hochadeliger Herrschaften aus dieser Zeit – so z. B. auch von Johann Moritz von Nassau-Siegen –, die sich als Zeichen der Weltläufigkeit mit einem „Mohrenknaben“ zusammen darstellen zu ließen. Das lässt Zweifel daran aufkommen, ob es sich bei diesen Assistenzfiguren wirklich um Porträts realer Personen oder nicht doch um schematisierte Darstellungen eines Typus handelt. Die Vermutung, dass alle diese Porträts aus dem Umkreis der Familien Oranien und des mit ihr verwandten Grafen von Hanau denselben jungen Mann darstellen kann so jedenfalls nicht stimmen. Die Darstellungen entstanden von Mitte der 1650er Jahre bis etwa 1680. Die Assistenzfigur altert in diesen Jahren nicht und Christian Aethiop wurde nach allen Quellen (erst) um 1660 geboren. Für das Porträt mit dem Hanauer Grafen ist wahrscheinlich, dass das Bild auch ihn zeigt, bei den anderen ist das zum Teil mehr als fraglich.